# AgustaWestland AW159
Die AgustaWestland AW159 Lynx Wildcat (früher als Future Lynx bezeichnet) ist ein Militärhubschrauber, der eine Weiterentwicklung der Westland WG13 in ihrer letzten Version Super Lynx military helicopter darstellt. Die AW159 wird als Luftnahunterstützungs-, SAR- und U-Jagd-Helikopter eingesetzt. Das British Army Air Corps (AAC) erhielt die ersten Maschinen 2014, die Royal Navy 2015.

## Entwicklung
Am 22. Juni 2006 erteilte das britische Verteidigungsministerium dem Unternehmen AgustaWestland (heute Leonardo S.p.A.) zunächst einen Auftrag in Höhe von 1 Milliarde GBP für 70 Future-Lynx-Hubschrauber. Das Programm sah vor, der British Army 40 Battlefield Reconnaissance Helicopter (BRH) und der Royal Navy 30 Surface Combatant Maritime Rotorcraft (SCMR) zur Verfügung zu stellen, mit einer Option für je fünf weitere Exemplare für beide Teilstreitkräfte. Bereits im Dezember 2008 wurde die Stückzahl jedoch auf 62 Exemplare reduziert (34 für AAC und 28 für FAA).
Aus der Future Lynx wurde am 24. April 2009 die AW159, die in den britischen Streitkräften den Namen Lynx Wildcat tragen wird. Die erste Maschine (BRH-Ausführung) absolvierte am 12. November 2009 in Yeovil ihren Erstflug, die zweite (BRH/SCMR) im Oktober und die dritte (SCMR) und letzte im November 2010. Die bestellten 66 Exemplare – 2011 wurde die Bestellung um vier erhöht – sollten den Streitkräften des Vereinigten Königreiches zwischen 2011 und 2017 zulaufen.
Im Januar und Februar 2012 absolvierte der Prototyp an der Südwestküste von England, in der Irischen See und vor der Nordküste von Schottland an Bord der britischen Lenkwaffenfregatte HMS Iron Duke (F 234) 390 Landungen, darunter 148 bei Nacht. Auslieferungen gingen zunächst zu Ausbildungszwecken an die 700(W) Naval Air Squadron auf der Royal Naval Air Station Yeovilton, seit 2015 werden auch die regulären Einheiten beliefert. Während des Manövers BALTOPS 2017 in der Ostsee war eine SCMR-Variante als Bordhubschrauber auf der HMS Iron Duke stationiert.

## Mission
Die Aufgaben eines BRH der Landstreitkräfte beinhalten C2 (engl. für Command & Control), Truppen- und Materialtransport sowie Luftnahunterstützung und Aufklärung. Die SCMR Wildcat ist als Bordhubschrauber insbesondere für den schiffsgestützten Einsatz ab Fregatten und Zerstörern konzipiert. Die Primäraufgabe ist die Bekämpfung von Über- und Unterwasserzielen mit Torpedos, Wasserbomben und zukünftig der Future Anti-Surface Guided Weapon. Die Marineausrüstung beinhaltet ein aktives 360°-Überwachungsradar vom Typ Selex Galileo Seaspray 7400E, einen optronischen Turm mit dem Infrarot-System L-3 Wescam MX-20 mit Laserbeleuchter, elektronische Unterstützungsmaßnahmen, Datenübermittlung via Link 16 und ein integriertes HIDAS-Abwehrsystem Selex Galileo.

## Konstruktion

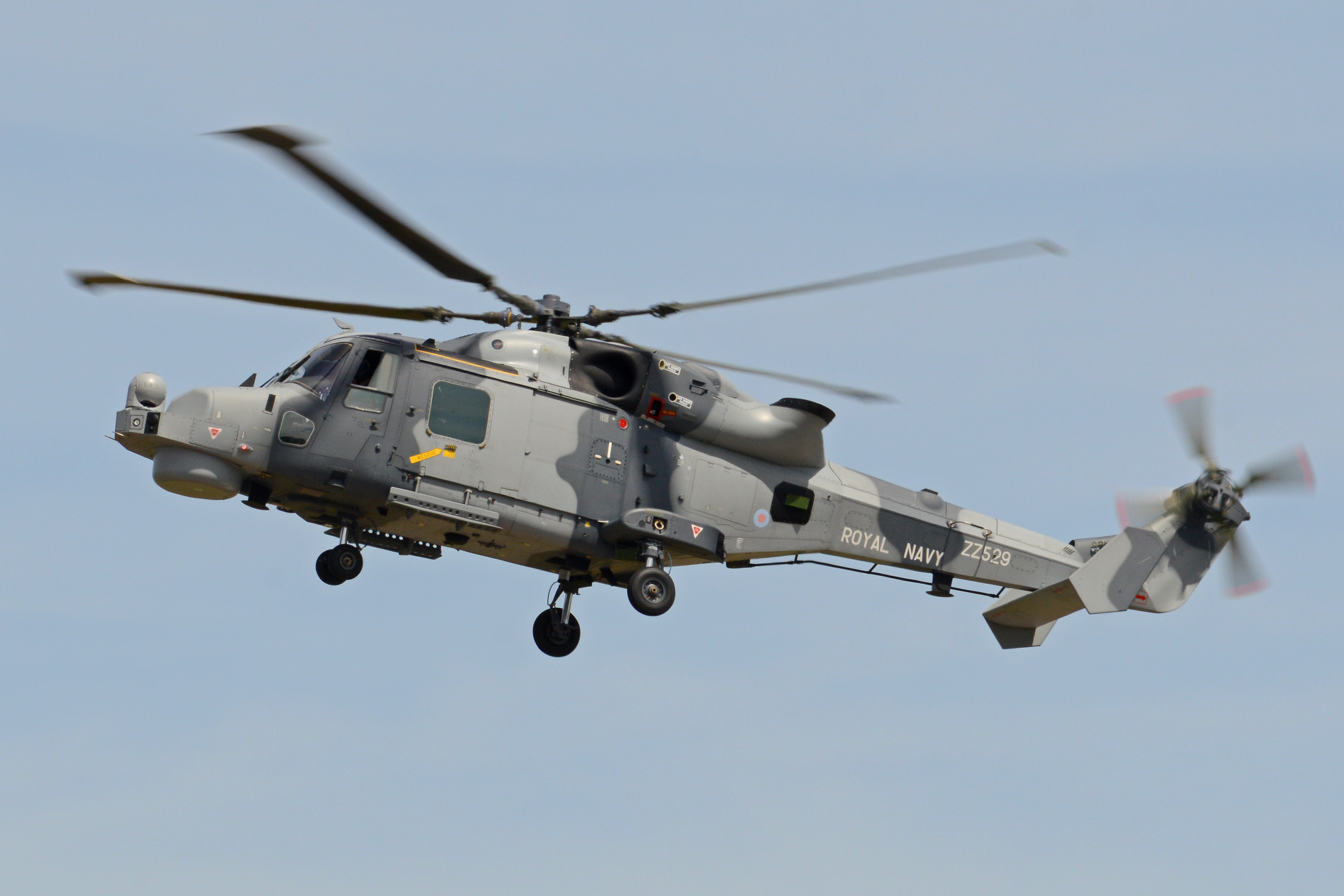
Seitenansicht

Die Wildcat ist eine Monocoque-Konstruktion, wobei für tragende Teile Aluminiumlegierungen und im Heck glasfaserverstärkter Kunststoff verbaut werden. Die Heeres- und Marinehubschrauber sind zu 98 % baugleich, wodurch sie leicht für die jeweilige Rolle umgerüstet werden können. Das kantige Design (besonders des Hecks) wie beim NH90 reduziert wie auch die neuartige Form der Hauptrotorblätter die Radarsignatur. Die Konstruktion ist jedoch nicht primär auf Tarnkappentechnik aufgebaut. Ob radarabsorbierende Materialien (RAM) eingesetzt werden, ist nicht bekannt, doch strahlen Kunststoffe ebenso keine Radarstrahlen zurück. Aufgrund der aktuellen Kriegserfahrungen im Irak und in Afghanistan wurde die Reduktion der Wärmeabstrahlung bei den Triebwerkauslässen höher gewichtet, unter anderem ist der Auslass nach oben gerichtet und durch Mischluft gekühlt, was Angriffe mit hitzesuchenden Raketen erschwert.
Das Cockpit ist vollständig digital und besteht aus 4 großen Flachbildschirmen, welche von individuell belegbaren Tasten und einer Reihe kleinerer Bildschirme umrahmt werden. Analoge Instrumente gibt es keine. Der redundant ausgelegte Bordcomputer blendet in Gefahrensituationen automatisch die jeweils benötigten Informationen ein.

## Varianten
AH Mk.1
Die erste Baureihe ist ein Mehrzweckhubschrauber für die Heeresflieger. Ausgelegt ist er für die oben beschriebenen Aufgaben Luftnahunterstützung und Einsatz von Spezialeinheiten. Es ist der Neubau von 38 Stück geplant, 8 davon für die Spezialeinsatzkommandos, Erstflug 2012.
HMA Mk.2
Die zweite Variante ist ein Bordhubschrauber für die Marineflieger der Royal Navy für den Einsatz auf Zerstörern und Fregatten. Dabei umfassen die Aufgaben die Bekämpfung von Überwasserschiffen, die U-Jagd und Such- und Rettungsaufgaben (SAR)-Aufgaben. Es ist der Neubau von 28 Hubschraubern geplant. Der Erstflug der ersten Serienmaschine erfolgte 2013.
Mk.210
Die Exportversion für die Koreanische Marine basiert auf der HMA Mk.2; 8 Stück gebaut.
Mk.220
Die Exportversion für die Philippinische Marine basiert auf der HMA Mk.2; 2 Stück gebaut.

## Technische Daten
| Daten                  | Wildcat AH Mk.1                |
| ---------------------- | ------------------------------ |
| Rumpflänge             | 15,24 m                        |
| Rotordurchmesser       | 12,80 m                        |
| Höhe                   | 3,73 m                         |
| Antrieb                | 2 × LHTEC CTS800 (je 1281 WPS) |
| Höchstgeschwindigkeit  | 291 km/h                       |
| Einsatzgeschwindigkeit | k. A.                          |
| Reichweite             | 777 km                         |
| Steigrate              | k. A.                          |
| Maximalmasse           | 5790 kg                        |

## Bewaffnung
Obwohl die Wildcat auf der Lynx basiert, wurden nicht alle bisherigen Waffen integriert. Die geplanten Waffensysteme müssen zuerst noch in der Wildcat erprobt und ins System integriert werden.
Army Wildcat
Intern auf Drehkugellafetten in beiden geöffneten Seitentüren lafettiert
- 2 × 7,62-mm-Maschinengewehre FN L7A2 GPMG mit mehreren Gurtkästen zu je 200 Schuss Munition

Navy Wildcat
Intern auf Drehkugellafetten in beiden geöffneten Seitentüren lafettiert
- 2 × 7,62-mm-Maschinengewehre FN L7A2 GPMG mit mehreren Gurtkästen zu je 200 Schuss Munition
- 2 × schwere 12,7-mm-Maschinengewehre FN Herstal M3M mit mehreren Gurtkästen zu je 110 Schuss Munition

geplante Bewaffnung
Waffenzuladung von 550 kg an zwei Waffenträgern
Seezielflugkörper
- 4 × Future Anti-Surface Guided Weapon light (FASGW-L)
- 4 × Future Anti-Surface Guided Weapon heavy (FASGW-H)
- 4 × Thales Lightweight Multirole Missile (LMM)-Lenkflugkörper-Startbehälter mit je 7 gelenkten LMM-Luft-Boden-LFK

## Nutzer
Vereinigtes Königreich
Die britischen Streitkräfte haben die Maschinen alle an einem Ort, der RNAS Yeovilton, stationiert.
Heer, Army Air Corps: 34 AH Mk.1
1. Regiment mit der 652. und 661. Squadron
Marine, Fleet Air Arm: 28 HMA Mk.2
825. und 847. Naval Air Squadron (Royal Marines)
 Südkorea
Marine: 8 Mk.210 (Auslieferung 2016/17)
 Philippinen
Marine: 2 Mk.220

## Vergleichbare Marinehubschrauber
- AgustaWestland A109 LUH (Light Utility Helicopter)
- Airbus Helicopters AS565 MB „Panther“
- Bell Helicopter Textron UH-1Y „Venom“
- Kamow Ka-27PLM „Helix-A“
- NHIndustries NH90 NFH
- Sikorsky MH-60R „Seahawk“